# FMR Records
FMR Records ist ein unabhängiges britisches Tonträgerunternehmen, das 1972 von Trevor Taylor als Future Music Records in Rayleigh gegründet wurde. Es konzentriert sich auf Jazz und auf Neue Improvisationsmusik.

## Bedeutung
Das Musiklabel veröffentlicht Tonträger von britischen Improvisationsmusikern wie John Law, Howard Riley, Phil Wachsmann, Hugh Davies, Keith Tippett, Paul Dunmall, Trevor Watts, John Stevens, Phil Minton oder Veryan Weston, ist aber auch gegenüber kontinentaleuropäischen Improvisationsmusikern wie Frank Paul Schubert, Frode Gjerstad, Paul Lovens, Willi Kellers oder dem Kanadier Michel Lambert offen. Daneben betreut das Label aber auch britische Jazzmusiker wie Tim Garland oder Dick Pearce. 
In der Serie V ist FMR Records bei der Wiederveröffentlichung vergriffener LPs im CD-Format engagiert – unter anderem sind dort zentrale Alben des europäischen Free Jazz und Avantgarde Jazz wie John Taylors Think and Pause Again oder Conflagration, Morning Glory und Westering Home von John Surman neben Alben von Gordon Beck oder Mike Osborne (Outback) erneut zugänglich gemacht worden.
Einige der Veröffentlichungen haben einen besonderen Fokus auf Perkussion, etwa eine gemeinsame Produktion von Fredy Studer, Hamid Drake und Michael Zerang, das Kortrijk Percussion Project um den Belgier Dirk Wachtelaer oder Soloalben des britischen Gongspielers Steve Hubback; Trevor Taylor, der selbst Perkussionist ist, war bei einigen dieser Produktionen als Musiker beteiligt. Daneben hat das Label aber auch Werke von Olivier Messiaen in Interpretationen von diesem selbst (und Yvonne Loriod) erstmals auf CD veröffentlicht.